# Journal of Molecular and Cellular Cardiology
Het Journal of Molecular and Cellular Cardiology is een internationaal peer-reviewed wetenschappelijk tijdschrift op het gebied van de cardiologie en de moleculaire biologie. De naam wordt in literatuurverwijzingen meestal afgekort tot J. Mol. Cell. Cardiol.